# Agelaioides
Agelaioides (Cassin, 1866) è un genere di uccelli passeriformi della famiglia degli Itteridi.

## Tassonomia
Comprende le seguenti specie:
- Agelaioides badius (Vieillot, 1819)
- Agelaioides fringillarius (von Spix, 1824)